# Pierre Gustave Deville
Pour les articles homonymes, voir Deville.
Pierre Gustave Deville, né le 18 février 1815 à Chinon et mort le 19 janvier 1872 à Croutelle, est un peintre français.

## Biographie
Pierre Gustave Deville est le fils de Pierre Gaspard Melchior Baltazar Deville, percepteur des contributions, et de Marie Félicité Aglantine Brault.
Élève d'Henry Scheffer, il expose au Salon de 1851 à 1859.
En 1857, il épouse à Dourlers Léontine Anaïs Desmasures.
Il meurt à son domicile de Croutelle dans la Vienne à l'âge de 56 ans. Il est inhumé au cimetière de Montmartre.

## Œuvres exposées aux Salons parisiens
- Portrait de Mlle L. D., au Salon de 1850
- Portrait de M. D., au Salon de 1850
- Les deux pigeons (La Fontaine), au Salon de 1852
- Pie-grièche et chouette se disputant une proie, au Salon de 1852
- Un paon dans un parc, au Salon de 1853
- Le lévrier et le faucon, au Salon de 1853
- Une famille de vautours, au Salon de 1855
- Un aigle attaquant un chamois, au Salon de 1855
- Les Grenouilles qui demandent un roi, au Salon de 1855
- Les deux Pigeons (Fables de La Fontaine), au Salon de 1855
- Les frères ennemis (combats de coqs), au Salon de 1857
- Une mère de famille (poule et ses poussins), au Salon de 1857
- Une nourrice aux abois, au Salon de 1857
- Nature morte, panoplie, au Salon de 1857
- Cet âge est sans pitié, au Salon de 1859
- Chien et chevreau, au Salon de 1859
- Les amis du matin, au Salon de 1859
- Un chien philosophe, au Salon de 1859
- Butor ; nature morte, au Salon de 1859